# Zakhele Mbhele
Zakhele Mbhele (sinh ngày 9 tháng 11 năm 1984) là một chính trị gia Nam Phi. Thành viên của Nghị viện Liên minh Dân chủ tại Quốc hội, Mbhele từng là Cán bộ Liên lạc Truyền thông cho Thủ tướng Western Cape Helen Zille từ tháng 11 năm 2011 đến tháng 5 năm 2014. Trong tổng tuyển cử năm 2014, Mbhele đã được bầu vào quốc hội. Ông hiện là (kể từ tháng 7 năm 2016) bộ trưởng cảnh sát DA.

## Đời tư và giáo dục
Mbhele là người đồng tính công khai, khiến ông trở thành thành viên da đen đồng tính công khai đầu tiên của quốc hội. Ông là một trong số nhiều thành viên quốc hội LGBT công khai, cùng với các nghị sĩ DA Mike Waters và Ian Ollis. Trong khi theo học tại Đại học Witwatersrand, ông đã lãnh đạo ACTIVATE, nhóm trường đại học LGBT của trường đại học, và sau đó phục vụ trong hội đồng của Joburg Pride. Ông được Mail & Guardian trích dẫn là một trong "200 thanh niên hàng đầu Nam Phi" cho công việc Xã hội Dân sự năm 2010.